# Agence France locale
Pour les articles homonymes, voir AFL.
L’AFL (Agence France Locale) est une banque publique de développement française qui a été créée par des collectivités territoriales.
L'AFL mutualise les besoins de ses membres (communes, départements et régions, groupements (EPCI, EPT, syndicats intercommunaux, syndicats mixtes... ) pour lever des fonds sur le marché obligataire (y compris sous la forme d’obligations durables). Elle redistribue les fonds à ses collectivités membres sous forme de prêts bancaires classiques.

## Histoire

### Création
En avril 2010, est créée l'Association d’étude pour l’agence de financement des collectivités locales (AEFCL), dont la mission est d'étudier la faisabilité de la création d'une agence de financement des collectivités. Un rapport est rendu en juillet 2011, et l'Association des maires de France l'avalise en septembre 2011.
Olivier Landel, délégué général de l’Association des communautés urbaines de France, prend en charge la réalisation du projet.
Dans le courant du mandat de François Hollande, la loi n° 2013-672 du 26 juillet 2013 de régulation et de séparation des activités bancaires portée par Pierre Moscovici permet la création de l'Agence France Locale. Le 22 octobre 2013, deux sociétés entièrement publiques sont créées : AFL-Société Territoriale pour le pilotage et la gestion stratégique, et AFL société financière chargée des levées de fonds et des prêts. Le lancement de l'AFL est géré par Jacques Pélissard, alors président de l'Association des maires de France.
L'Agence France Locale parvient à lancer son activité de crédit dès 2015, après avoir été agréée par l'Autorité de contrôle prudentiel et de résolution le 12 janvier 2015. Onze collectivités sont actionnaires au moment de la fondation (la Région Pays de la Loire, les Départements de l'Aisne (Aisne), de l'Essonne (Essonne) et de la Savoie (Savoie), la Métropole de Lyon (Rhône), la communauté d'agglomération de Valenciennes Métropole (Nord), la Métropole européenne de Lille (Nord) ainsi que les villes de Bordeaux (Gironde), Grenoble (Isère) et Lons-le-Saunier (Jura).

### Développement
En décembre 2019, la Loi Engagement et Proximité offre la possibilité aux syndicats mixtes et intercommunaux ainsi qu'aux Etablissements publics locaux de devenir actionnaires (sous condition). Les premiers syndicats adhèrent dès 2020.
En mars 2021, elle est reconnue par l'ACPR comme établissement de crédit public de développement.
En mars 2025, 1101 collectivités sont actionnaires de l’Agence France Locale dont :
- 5 régions métropolitaines : Les Pays de la Loire, l'Occitanie, Grand Est, la Nouvelle-Aquitaine et la Bourgogne-Franche-Comté ;
- 17 départements : l'Aisne, L'Ariège, l'Allier, le Calvados, l'Essonne, la Loire-Atlantique, la Meuse, la Saône-et-Loire, la Savoie, la Seine-Saint-Denis, la Haute-Garonne, l'Ille-et-Vilaine, Les Landes, Le Maine-et-Loire, les Yvelines et la Gironde ; l'Yonne
- 2 collectivités d'outre-mer : la Polynésie française et Saint-Pierre et Miquelon ;
- De nombreux établissements publics de coopération intercommunale de métropole et d'outre-mer et communes de métropole et d'outre mer.

## Activité
L'AFL est basée à Lyon,.
Son objectif est de pouvoir financer les différents besoins des collectivités à travers des prêts bancaires classiques.
Au 31 décembre 2024, l'AFL a prêté près de 2 milliards d'euros sur l'année 2024 et le montant des crédits octroyés depuis 2015 dépasse les 10 milliards d'euros.
Pour ce faire, la banque lève des fonds sur le marché obligataire et monétaire mondial via l'émission d'obligations qui s'appuient sur la qualité de crédit des collectivités locales françaises.
En juillet 2020, l'AFL lance sa première émission d'obligations durables pour un montant de 500 millions d'euros visant à financer les investissements sociaux (éducation, petite enfance, santé, emploi, inclusion sociale...) et environnementaux (mobilités, énergies renouvelables, logements, eau et assainissement...) de ses collectivités membres. Une seconde émission de 500 millions d'euros est réalisée en janvier 2022,,,,.

## Organisation
Pour bénéficier de prêts, les collectivités doivent préalablement adhérer à l'AFL, c'est-à-dire devenir actionnaire (copropriétaire) d'une partie de la banque en participant au capital. Toute collectivité locale française (commune, département, région, groupement, établissement public local...) de métropole ou d'outre mer, peut solliciter une adhésion à l'AFL.
Le pilotage des opérations est divisé en deux entités :
- AFL Société territoriale (compagnie financière) pour le pilotage et la gestion stratégique. Les collectivités adhérentes en détiennent la totalité du capital et en dirigent le conseil d’administration[19]. Chaque collectivité territoriale y est représentée conformément à son poids dans la dette publique locale. Le Conseil d'administration est présidée par Marie Ducamin[20], vice-présidente de Rennes Métropole et maire de Saint-Jacques-de-la-Lande. Le Directeur général est Olivier Landel.
- AFL (établissement de crédit) chargée des levées de fonds et des prêts, détenue à plus de 99,9% par l'AFL-ST. Cette entité agit de manière autonome[19], elle est gouvernée par un conseil de surveillance composé de personnalités indépendantes et présidé par Sacha Briand, Vice-président chargé des finances au sein de Toulouse Métropole. Elle est dirigée par un Directoire dont le Président est Yves Millardet.

Fin 2024, la société compte une quarantaine de salariés.